# Wereldkampioenschappen judo 2007
De wereldkampioenschappen judo 2007 waren de 25ste editie van de wereldkampioenschappen judo en werden gehouden in Brazilië. In Rio de Janeiro werd in de Rio Olympic Arena, gebouwd voor de eerder dat jaar gehouden Pan-Amerikaanse Spelen, gestreden om zestien wereldtitels van 13 tot en met 16 september 2007.

## Medailleoverzicht

### Mannen
| Gewichtsklasse | Goud              | Zilver             | Brons                |
| -------------- | ----------------- | ------------------ | -------------------- |
| – 60 kg        | Ruben Houkes      | Nestor Khergiani   | Ludwig Paischer      |
| – 60 kg        | Ruben Houkes      | Nestor Khergiani   | Choi Min-Ho          |
| – 66 kg        | João Derly        | Yordanis Arencibia | Arash Miresmaili     |
| – 66 kg        | João Derly        | Yordanis Arencibia | Armen Nazarjan       |
| – 73 kg        | Ki-Chun Wang      | Elnur Mammadli     | Yusuke Kanamaru      |
| – 73 kg        | Ki-Chun Wang      | Elnur Mammadli     | Rasul Bokiev         |
| – 81 kg        | Tiago Camilo      | Anthony Rodriguez  | Guillaume Elmont     |
| – 81 kg        | Tiago Camilo      | Anthony Rodriguez  | Euan Burton          |
| – 90 kg        | Irakli Tsirekidze | Ilias Iliadis      | Roberto Meloni       |
| – 90 kg        | Irakli Tsirekidze | Ilias Iliadis      | Ivan Pershin         |
| – 100 kg       | Luciano Corrêa    | Peter Cousins      | Dániel Hadfi         |
| – 100 kg       | Luciano Corrêa    | Peter Cousins      | Oreidis Despaigne    |
| + 100 kg       | Teddy Riner       | Tamerlan Tmenov    | Lasja Goedzjedzjiani |
| + 100 kg       | Teddy Riner       | Tamerlan Tmenov    | João Schlittler      |
| Open           | Yasuyuki Muneta   | Yury Rybak         | Matthieu Bataille    |
| Open           | Yasuyuki Muneta   | Yury Rybak         | Abdullo Tangriev     |

### Vrouwen
| Gewichtsklasse | Goud             | Zilver           | Brons                  |
| -------------- | ---------------- | ---------------- | ---------------------- |
| – 48 kg        | Ryoko Tani       | Yanet Bermoy     | Frédérique Jossinet    |
| – 48 kg        | Ryoko Tani       | Yanet Bermoy     | Alina Dumitru          |
| – 52 kg        | Shi Junjie       | Telma Monteiro   | An Kum-Ae              |
| – 52 kg        | Shi Junjie       | Telma Monteiro   | Yuka Nishida           |
| – 57 kg        | Sun-Hui Kye      | Isabel Fernández | Aiko Sato              |
| – 57 kg        | Sun-Hui Kye      | Isabel Fernández | Bernadett Baczkó       |
| – 63 kg        | Driulis González | Lucie Décosse    | Elisabeth Willeboordse |
| – 63 kg        | Driulis González | Lucie Décosse    | Ayumi Tanimoto         |
| – 70 kg        | Gévrise Émane    | Ronda Rousey     | Ylenia Scapin          |
| – 70 kg        | Gévrise Émane    | Ronda Rousey     | Anett Mészáros         |
| – 78 kg        | Yurisel Laborde  | Sae Nakazawa     | Stéphanie Possamai     |
| – 78 kg        | Yurisel Laborde  | Sae Nakazawa     | Kyung-Mi Jung          |
| + 78 kg        | Tong Wen         | Maki Tsukada     | Sandra Köppen          |
| + 78 kg        | Tong Wen         | Maki Tsukada     | Carola Uilenhoed       |
| Open           | Maki Tsukada     | Lucija Polavder  | Anne-Sophíe Mondíère   |
| Open           | Maki Tsukada     | Lucija Polavder  | Jelena Ivasjtsjenko    |

## Medaillespiegel
| Plaats | Land                | Goud | Zilver | Brons | Totaal |
| 1      | Japan               | 3    | 2      | 4     | 9      |
| 2      | Brazilië            | 3    | 0      | 1     | 4      |
| 3      | Frankrijk           | 2    | 2      | 4     | 8      |
| 4      | Cuba                | 2    | 2      | 1     | 5      |
| 5      | China               | 2    | 0      | 0     | 2      |
| 6      | Georgië             | 1    | 1      | 1     | 3      |
| 7      | Nederland           | 1    | 0      | 3     | 4      |
| 8      | Zuid-Korea          | 1    | 0      | 2     | 3      |
| 9      | Noord-Korea         | 1    | 0      | 1     | 2      |
| 10     | Rusland             | 0    | 1      | 2     | 3      |
| 11     | Verenigd Koninkrijk | 0    | 1      | 1     | 2      |
| 12     | Azerbeidzjan        | 0    | 1      | 0     | 1      |
| 12     | Wit-Rusland         | 0    | 1      | 0     | 1      |
| 12     | Griekenland         | 0    | 1      | 0     | 1      |
| 12     | Portugal            | 0    | 1      | 0     | 1      |
| 12     | Slovenië            | 0    | 1      | 0     | 1      |
| 12     | Spanje              | 0    | 1      | 0     | 1      |
| 12     | Verenigde Staten    | 0    | 1      | 0     | 1      |
| 19     | Hongarije           | 0    | 0      | 3     | 3      |
| 20     | Italië              | 0    | 0      | 2     | 2      |
| 21     | Armenië             | 0    | 0      | 1     | 1      |
| 21     | Oostenrijk          | 0    | 0      | 1     | 1      |
| 21     | Duitsland           | 0    | 0      | 1     | 1      |
| 21     | Iran                | 0    | 0      | 1     | 1      |
| 21     | Roemenië            | 0    | 0      | 1     | 1      |
| 21     | Tadzjikistan        | 0    | 0      | 1     | 1      |
| 21     | Oezbekistan         | 0    | 0      | 1     | 1      |
| Totaal | Totaal              | 16   | 16     | 32    | 64     |